# Église de la Présentation-de-la-Mère-de-Dieu-au-Temple d'Orlovat
Pour les articles homonymes, voir Église de la Présentation-de-la-Mère-de-Dieu-au-Temple et Présentation de Marie au Temple.
L'église de la Présentation-de-la-Mère-de-Dieu-au-Temple d'Orlovat (en serbe cyrillique : Црква Ваведења Богородице у Орловату ; en serbe latin : Crkva Vavedenja Bogorodice u Orlovatu) est une église orthodoxe serbe située à Orlovat, dans la province autonome de Voïvodine, sur le territoire de la Ville de Zrenjanin et dans le district du Banat central en Serbie. Elle est inscrite sur la liste des monuments culturels de grande importance de la république de Serbie (identifiant no SK 1199).

## Historique et architecture

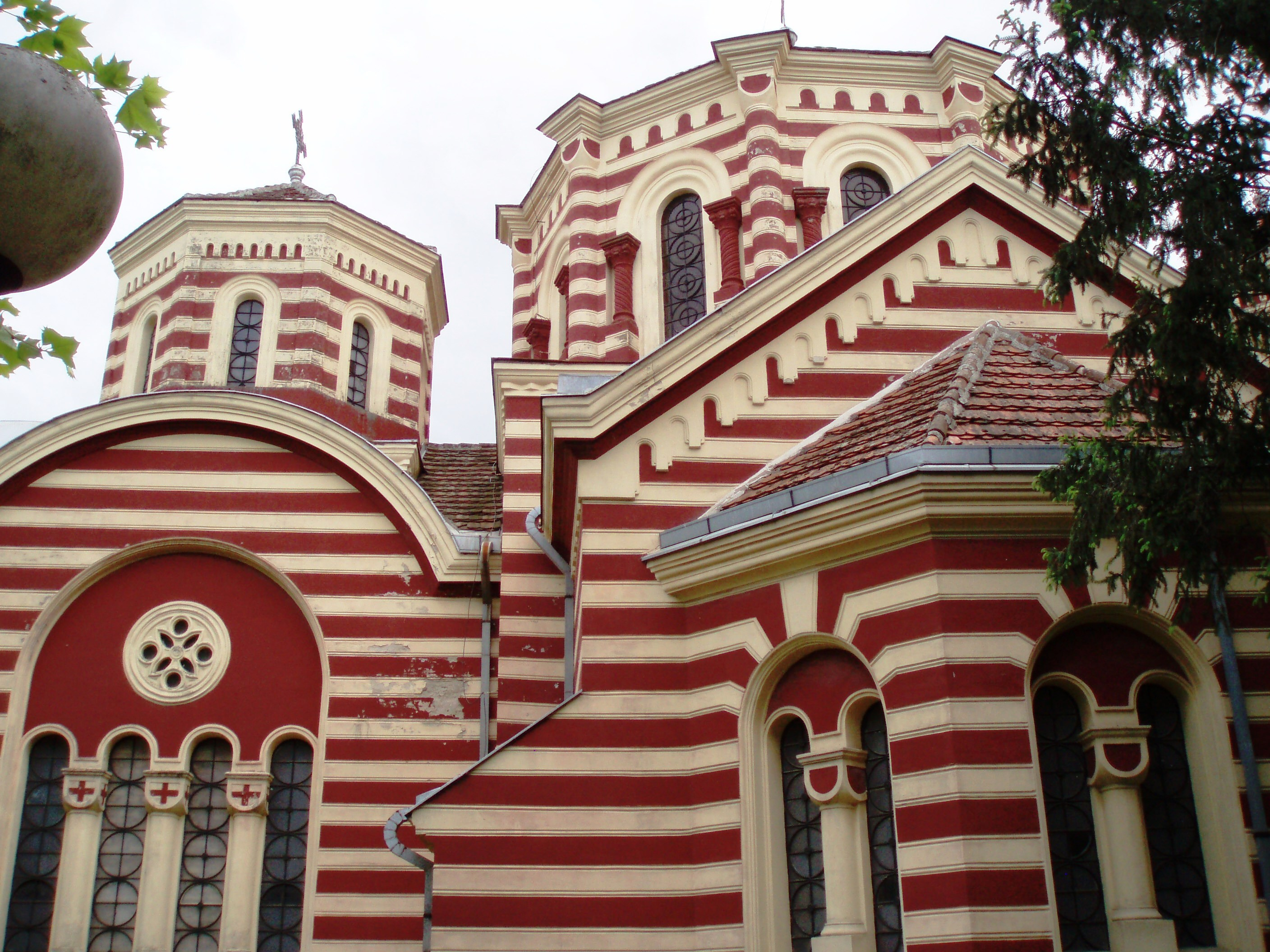
Autre vue de l'église

L'église, dédiée à la Présentation de la Mère de Dieu au Temple, a été construite sur le site de plusieurs églises antérieures, dont la première est mentionnée en 1748,. Une seconde église a été érigée en 1770, à l'époque du métropolite de Karlovci Jovan Đorđević, et consacrée par l'évêque de l'éparchie de Timișoara (Temišvar) Vikentije Jovanović en 1772 ; à cette époque, une iconostase a été réalisée par Dimitrije Popović, originaire de Veliki Bečkerek (aujourd'hui Zrenjanin).
L'église actuelle a été construite entre 1924 et 1927, selon un projet de l'architecte Dragiša Brašovan, l'un des architectes serbes les plus importants de la tendance « moderniste », mais qui s'inspire encore du style serbo-byzantin, particulièrement visible dans le narthex et la nef, et, à l'extérieur, dans la décoration des façades, le traitement des ouvertures et dans les trois dômes qui dominent le toit,.

## Iconostase, peintures et œuvres d'art
Au moment de la construction de l'église, l'iconostase de Dimitrije Popović a été démontée et transférée au Musée national de Belgrade et à Stajićevo. L'iconostase actuelle a été pente par l'académicien Uroš Predić de 1926 à 1928,,. L'église abrite huit icônes peintes vers 1860 par Živko Petrović ; les fresques ont été réalisées par Kosta Vanđelović à partir de 1925,,.

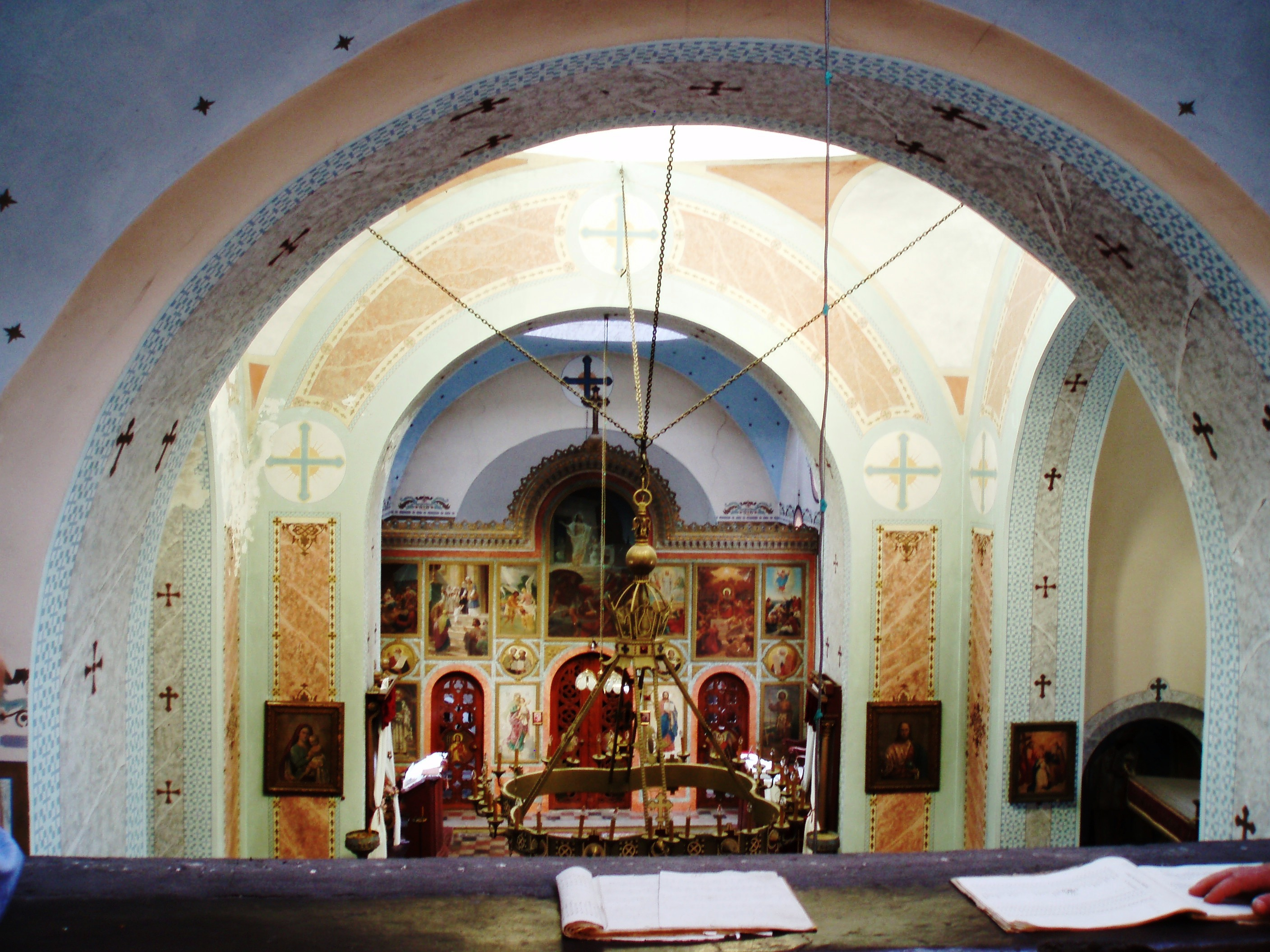
L'intérieur de l'église, avec l'iconostase

L'église abrite de nombreuses œuvres d'art et des livres datant de la seconde moitié du XVIIIe siècle,,.